# NGC 3244
NGC 3244 أو إن جي سي 3244 هي مجرة حلزونية ضمن كوكبة مفرغة الهواء . تم اكتشافها عام 22 أبريل 1835 من قبل جون هيرشل.